# Гипаллага
Гипалла́га, гипа́ллага (греч. ὑπαλλαγή), также гипалла́г, гипа́ллаг — фигура речи, разновидность тропа метонимии, состоящая в переносе элемента одной синтаксической группы в другую, с ней смежную. В этой фигуре речи определение относится не к тому слову, к которому оно должно относиться исходя из прямого значения:
- И жёны кутались в печальные платки (Александр Блок) → Печальные жёны кутались в платки;
- У крыльца толпились бабы; они враждебно расступились перед Чаадаевым (Л. М. Леонов) → У крыльца толпились враждебные бабы.

Так как переносится в основном определение, то гипаллагу могут называть перенесенным или перемещённым эпитетом, сочетанием прилагательного не с тем существительным, к которому оно должно относиться.
Разновидностью гипаллаги является эналлага, в которой прилагательное перемещается с управляемого слова на управляющее, либо наоборот:
- Здесь стянута бессмысленно и тупо / Кольцом железной боли голова (Александр Блок) → железным кольцом боли.

Гипаллага возможна и в том случае, когда один из элементов отсутствует, но ассоциативно мыслится. В таких случаях её называют имплицитной или скрытой гипаллагой:
- Всё полиняло, потемнело, точно пришёл кто-то одинокий в тёмную, скучную, покрапывающую ночь (А. С. Серафимович) → дождь покрапывает ночью.

Гипаллаги преимущественно характерны для художественной речи. Известны ещё с Античности.